# Dendroplex picus
Dendroplex picus е вид птица от семейство Furnariidae.

## Разпространение
Видът е разпространен в Боливия, Бразилия, Колумбия, Еквадор, Френска Гвиана, Гвиана, Панама, Перу, Суринам, Тринидад и Тобаго и Венецуела.